# Robert B. Pippin
Robert Buford Pippin, född 14 september 1948 i Portsmouth i Virginia, är en amerikansk filosof. Han är professor vid Chicagos universitet. I januari 2014 blev han hedersdoktor vid Uppsala universitet.

## Biografi
Robert Pippin föddes i Portsmouth i Virginia 1948. Han avlade doktorsexamen vid Pennsylvania State University; handledare var Stanley Rosen.
I boken Hegel's Idealism: The Satisfactions of Self-Consciousness från 1989 analyserar Pippin Hegels syn på "det absoluta" och "anden".